# ゼロサム思考
ゼロサム思考（ゼロサムしこう、英語: zero-sum thinking）、またはゼロサム・バイアス（英: zero-sum bias）とは、認知バイアスの1種で、状況がゼロサム・ゲームと同じ、すなわち1人の得がもう1人の損を意味するという判断を指す。名称はゲーム理論に由来するが、ゲーム理論における「ゼロサム」の概念と違い、ゼロサム思考は個人の状況に対する主観的判断という、心理学の構成概念である。ゼロサム思考を端的な言葉で表現すると、「あなたの得は私の損」（またはその逆、「あなたの損は私の得」）である。Rozycka-Tran et al. (2015)はゼロサム思考を下記のように定義している：
「ある社会や文化圏の人びとが、世界に存在する品物の数には限りがあるという暗黙の仮定にもとづき共有する、社会関係上相反する性質に対する一般的な思考体系。その考えでは、ある者が勝利すればそうでない者が敗者になり、その逆もまた真 …… 社会関係は「ゼロサムゲーム」のようなものとする比較的永続的かつ一般的な考え方。この考えを共有する人びとは、成功、なかんずく経済的成功は、他者の失敗という犠牲があってはじめて可能になると信じている」:526-528

## ゼロサム思考の例
ゼロサム思考には下記の例がある。
1. 教室内の学生が相対評価で査定されると考えているが、実際は予め定められている基準に基づき査定されている（英語版）とき[1]。
2. 交渉において、交渉人が自身が得するには相手が損するしかない（互恵の可能性がない）と考えるとき[5]。
3. 社会集団間の競争において、1つの集団（例えば移民）がより多くの資源を得ることは、それ以外の集団（例では移民以外）がより少ない資源を得るという考え[6]。
4. 恋愛関係において、2人以上を同時に愛することは1人へ注ぐ愛が少なくなるとの考え[7]。
5. 「器用貧乏」、「多芸は無芸」：より多くのスキルを有することはそれぞれのスキルの才能がより低いことを意味するという考え（補償的思考、compensatory reasoningとも）[8]。
6. 著作権侵害の論争における、1回の違法ダウンロードが1回の売り上げを失うことと等しいという考え[9][10][11]。
7. 組分けはゼロサムとして扱われることもある。というのも、1つの組に強いメンバーが集まることは、他の組が相対的に弱いメンバーで構成されることを意味するからである[12]。

## ゼロサム思考の起因
ゼロサム思考の起因には至近因と究極因がある。

### 究極因
ゼロサム思考の究極因として、人類の進化の結果である可能性が考えられる。すなわち、心理的適応の結果、配偶者も社会的地位も食料も常に不足した先史時代の人類の環境における苛烈な資源競争に勝利したのであった。例えば、ポール・H・ルビンは人類が進化した時期における技術革新の速度が遅すぎて、個人が存命中に技術革新に気づくことはないと主張、「どの個人も技術と収入が一定した世界に生きた。そのため、成長を理解したり、成長のために計画するメカニズムを進化を通じて会得するインセンティブがなかった」という:162。また、ルビンは一般人と経済学者の経済状況に対する理解が違う場合（例えば労働塊の誤謬において）を指摘した。この視点からみると、ゼロサム思考は人類が資源分配に対する基本的な考え方になり、基本経済学の教育を受けるなどしてその考え方を捨て去る必要がある。

### 至近因
ゼロサム思考の至近因は個体発生論、すなわち個人の経験から理解できる。ゼロサム思考の至近因には個人の資源分配に対する経験、特定の状況に対する信念、そして個人の世界観がある。

#### 資源が希少な環境
ゼロサム思考の至近因の1つは成長した環境で資源が希少な状態やゼロサムな交流に直面した場合がある。1965年、ジョージ・M・フォスターは「小作人」社会の成員には有限財のイメージがあり、実質的にゼロサムな社会から学んだイメージであると主張した。
「小作人の行動を最も良く説明できる認知指向モデルは『有限財のイメージ』と考えます。『有限財のイメージ』とは、多くの範疇における小作人の行動が指している小作人の信念であり、その信念とは社会、経済、自然環境――全ての環境――において、土地、財産、健康、交友と愛情、男としての面目と名誉、尊敬と地位、権力と影響力、安全など生活で望まれる全てのものの数は有限で常に供給が不足しており、さらに小作人の力ではその数を増やすことができないことである。[...]小作人が自身の経済世界を有限財のほうが優勢で、自身が前進するには他人を犠牲にするしかないと考えるとき、一般的にはその考えが真実に近い。」:67-68
2015年にはRozycka-Tran et al.が異文化間研究を行い、37か国の被験者にゼロサム思考の信念に関する陳述文への同意の度合いを問うた。陳述文の一例として、「一部の人々の成功は一般的には他人の失敗である」がある。結果は国内総生産のより低い国の被験者が全般的により強いゼロサム思考の信念をもっており、「ゼロサム・ゲームへの信念は資源がより希少な、収入の低い国で発生するようである」:539。同様に、社会経済地位の低い被験者により強いゼロサム思考の傾向が見られた。

#### 資源の希少性の信念
資源が希少な環境への経験と関連して、資源自体が希少または有限であるという信念がある。例えば、労働塊の誤謬は経済における仕事の量が固定であるため、仕事の分配はゼロサムであるという信念を指す。また経済における財産の量が固定であるという信念も存在しており、この信念においては1人の財産が増すと他人の財産が減る（「パイ」が大きくならないと仮定されたため）。資源が希少であるという信念は実際に経験したことで生じた可能性もあるが、政治家やジャーナリストが繰り返して主張してきたためそう信じたなどほかの原因もある。

#### 資源への権利の信念
ゼロサム思考のもう1つの至近因は、個人またはその社会集団に資源への正当な取り分があるとの信念である。極端な場合では特定の個人が資源を全て占有できるという信念になり、他人がその資源を得た場合はその個人の損となる。より極端でない場合でも個人またはその社会集団が上位であり、取り分も他人よりも多くなるべきという信念になる。例えば、ゼロサムの団体間競争は社会的支配志向性のSDO-7スケールにおける支配に関する下位尺度に関連付けられており、この志向性自体がゼロサム的な世界観とされる（「人類の存在をゼロサムであるとみる」）。一夫一婦制における個人は合意に基づく非一夫一婦制における関係をゼロサムとみており、これは恋愛関係において個人はパートナーの愛への権利があるという信念に基づく可能性がある。

## ゼロサム思考の影響
状況をゼロサムであると考えると、他人を競争相手とみるため、他人に対し競争的（またはより非協力的）にふるまうようになる。例えば、学生が相対評価で査定される（成績がゼロサムになる）と考えると、学生は自身と状況の近い学友が得すると自身が損すると考え、学友を助ける可能性が下がる。また、社会において仕事などの資源のためのゼロサムな競争が存在すると感じると、移民を支持する態度をとりにくくなる（移民が資源を消費するため）。ゼロサム思考は社会における不公平を引き起こす可能性がある。例えば、恋愛関係における愛に対するゼロサムな信念を持つと、合意に基づく非一夫一婦制の個人に対しより差別的になる（ゼロサムの見方により、合意に基づく非一夫一婦制が不公平か、不充分であると見てしまうため）。